# Dorothy Tse
Dorothy Tse Hiu-hung (Chino  謝曉虹, nacida en 1977) es una autora, editora y profesora asistente de escritura creativa en la Universidad Bautista de Hong Kong. 

## Carrera
Dorothy Tse escribe principalmente en chino. Su primera colección de cuentos, So Black (《好黑》), se publicó en 2005 y ganó el Premio Bienal de Literatura China de Hong Kong al año siguiente.  En 2011, asistió al Programa Internacional de Escritura de la Universidad de Iowa y, en 2013, se publicó Un diccionario de dos ciudades (《雙城辭典》), una novela de la que fue coautora junto con Hon Lai-chu (韓麗珠) y por la cual ambos autores recibieron el Premio del Libro de Hong Kong 2013.   Sus premios literarios también incluyen el Premio Unitas para Nuevos Escritores de Ficción de Taiwán y el Premio de Hong Kong a la Escritura Creativa en Chino. 
El primer cuento en inglés de Tse, "Woman Fish", una historia surrealista sobre un hombre cuya esposa se convierte en pez, apareció en 2013 en The Guardian . Su primer libro completo en inglés, Snow and Shadow, fue publicado en 2014 por la editorial Muse de Hong Kong. Snow and Shadow es una colección de cuentos de sus primeros libros chinos, así como de obras inéditas, traducidas por Nicky Harman. 
La primera novela en solitario de Tse, Owlish, sobre un profesor que se enamora de una bailarina mecánica, fue publicado en chino por Aquarius (寶瓶文化) en 2020. En 2023, la traducción al inglés de Natascha Bruce fue publicada por Fitzcarraldo Editions en el Reino Unido y Graywolf Press en Estados Unidos.    Además de ser nominada para el Premio del Libro de la Exposición Internacional del Libro de Taipei, esta última traducción recibió una subvención del Fondo de Traducción PEN/Heim.  
Tse es también co-fundadora de la revista literaria de Hong Kong Fleurs des lettres.

## Influencias y estilo
Tse escribe en un estilo surrealista. Harman describe sus escritos como: “cuentos surrealistas, fantásticos en algunas partes, pero que se vuelven más claros porque están firmemente basados en la realidad... Los paisajes oníricos se entrelazan con una narrativa que, aunque superficialmente realista, en sí misma parece bastante irreal”. De manera similar, Kit Fan señala en una reseña de Owlish que la novela habita en un "reino extraño en el que la ficción se convierte en una serie de muñecas rusas que combinan sueño y realidad". 
Jane Wallace, mientras tanto, ha hecho comparaciones favorables con el trabajo de ETA Hoffman y Angela Carter, señalando, junto con otros críticos, hasta qué punto el trabajo de Tse se basa en la historia social y política única de Hong Kong. 

## Obras en ingles
- Owlish. 6 de junio de 2023. ISBN 978-1-64445-235-6.